# Chrysophyllum inornatum
Chrysophyllum inornatum är en tvåhjärtbladig växtart som beskrevs av Carl Friedrich Philipp von Martius. Chrysophyllum inornatum ingår i släktet Chrysophyllum och familjen Sapotaceae. Inga underarter finns listade i Catalogue of Life.